# NGC 3089
NGC 3089 este o emission-line galaxy⁠(d) situată în constelația Mașina Pneumatică. A fost descoperită în 5 februarie 1837 de către John Herschel. Se află la o distanță de 35,16 de megaparseci de Pământ.